# ثيرديدو
بلدية ثيرديدو (بالإسبانية: Cerdedo) هي بلدية تقع في مقاطعة بونتيفيدرا التابعة لمنطقة غاليسيا شمال غرب إسبانيا.

## الديموغرافيا
يبلغ عدد سكان بلدية ثيرديدو 2.297 نسمة عام 2011 (وفقاً للمعهد الوطني للإحصاء الإسباني).
| 2.771 | 2.592 | 2.434 | 2.333 | 2.402 | 2.290 | 2.297 |